# Якимов, Юрий Львович
Юрий Львович Якимов (11 марта 1931, Ленинград — 10 августа 2010, Москва) — советский и российский учёный в области механики.

## Биография
Отец — учёный-электротехник профессор Лев Николаевич Якимов.
Окончил 59 школу г. Москвы. Испытал сильное влияние В. Ф. Болховитинова, в частности, был увлечён им парусным спортом, любовь к которому сохранил на всю жизнь.
Окончил механико-математический факультет Московского государственного университета имени М. В. Ломоносова (одногруппниками были Г. Любимов, А. Куликовский), аспирантуру там же, ученик Л. И. Седова. Ещё до окончания аспирантуры был принят в ЦКБМ («НПО Машиностроения») академика В. Н. Челомея, где проработал до декабря 2001 года.
По окончании аспирантуры был распределён в Институт механики МГУ, заведующий отделом нестационарной гидродинамики Института.
Кандидат физико-математических наук (1959), кандидатская диссертация посвящена сильным взрывам в различных средах и асимптотике ударных волн. Доктор физико-математических наук (1968), докторская диссертация посвящена подводным ракетам и нестационарным движениям тел вблизи поверхности воды. Профессор (1984).
Область научных интересов: гидродинамика, сильные взрывы в различных средах, движение тел в воде с очень большими скоростями, нестационарные движения тел вблизи поверхности воды, исследование движителей судов за счет знергии волн, новые автомодельные постановки, связанные с движением тел в жидкости, структура и механизм образования смерча, движение снежных лавин.
Автор открытия (№ 003), позволившего снять проблему перегрузок при входе в воду тупого тела. В своих исследованиях широко использовал метод физического моделирования. В Институте механики МГУ создал ряд уникальных экспериментальных установок, в том числе баллистический вакуумный лоток, гидробаллистическую трассу, снежный лоток. Получил 40 авторских свидетельств, опубликовал более 200 научных работ, в том числе З монографии.
Действительный член РАЕН (1992). Член Российского Национального комитета по теоретической и прикладной механике; член Научного совета по проблемам гидродинамики при Президиуме РАН; член Научного совета РАН по механике.
Мастер спорта СССР и один из организаторов парусной секции МГУ.
Скончался после тяжёлой продолжительной болезни, похоронен на Востряковском кладбище в Москве, уч. 6б.

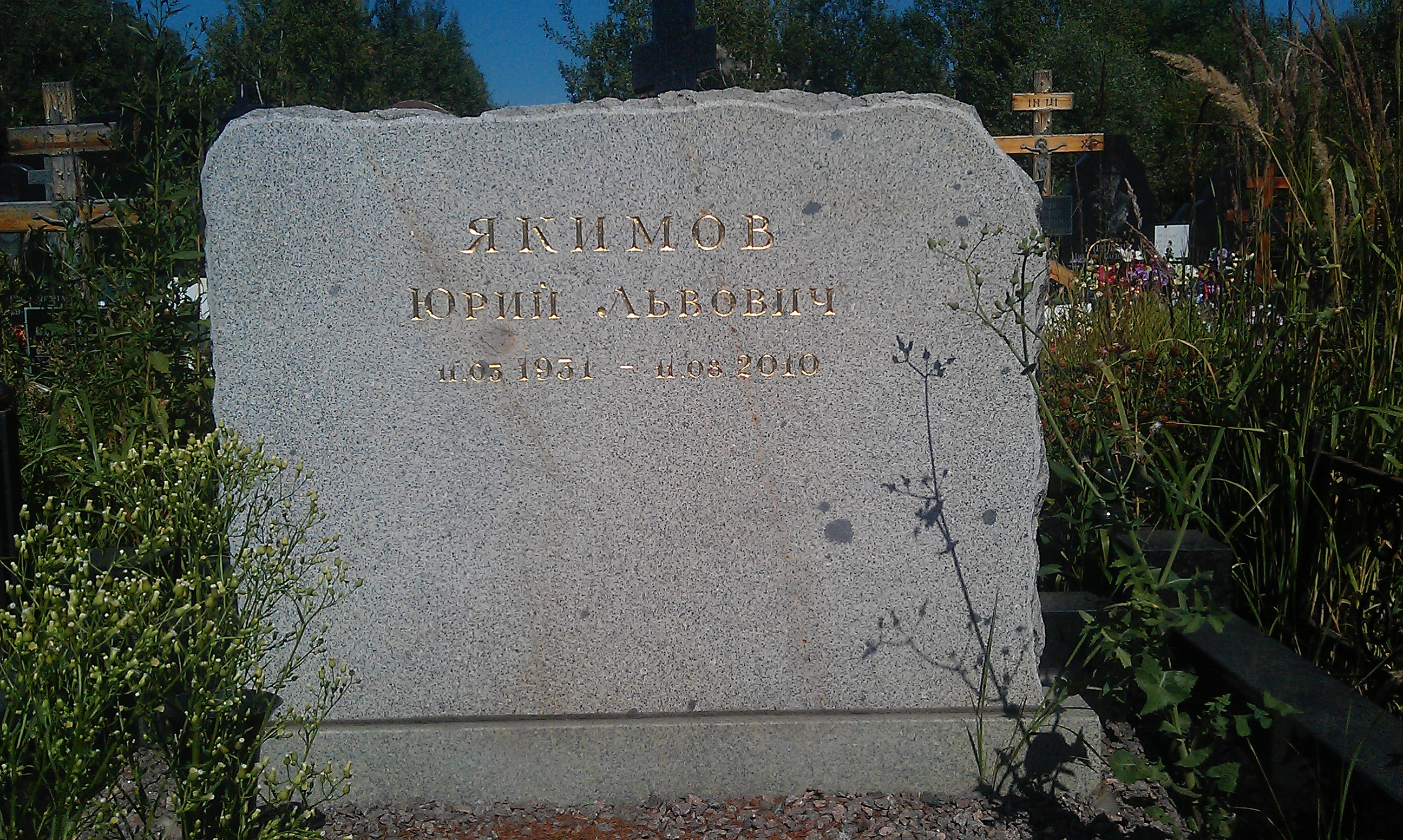
Могила Ю. Л. Якимова на Востряковском кладбище

## Награды и премии
Лауреат Ленинской премии за коллективную монографию по шнуровым зарядам (1962, соавт. М. М. Лаврентьев, А. А. Дерибас, Г. С. Мигиренко, В. М. Кузнецов).
лауреат Государственной премии СССР (1978)
лауреат премии им. С. А. Чаплыгина (АН СССР, 1985), за цикл работ по исследованию движения тел в воде с очень большими скоростями.